# Horsfieldia obscurinervia
Espèce
Statut de conservation UICN

 EN B1+2c : En danger
Horsfieldia obscurinervia est une espèce de plantes du genre Horsfieldia de la famille des Myristicaceae.